# Shahrestān di Astaneh-ye-Ashrafiyeh
Lo shahrestān di Astaneh-ye-Ashrafiyeh (farsi شهرستان آستانه اشرفیه) è uno dei 16 shahrestān della provincia di Gilan, in Iran. Il capoluogo è Astaneh-ye-Ashrafiyeh. Lo shahrestān è suddiviso in 2 circoscrizioni (bakhsh): 
- Centrale (بخش مرکزی)
- Kiashahr (ببخش کیاشهر), con la città di Kiashahr.